# 게리 카
게리 마이클 카(Gary Michael Karr, 1941년 11월 20일 ~ 2025년 7월 16일)는 20세기와 21세기 최고의 베이시스트 중 한 명으로 평가받는 미국의 클래식 콘트라베이스 거장이자 교사였다. 1960년대에 그는 콘트라베이스를 새로운 곡들이 작곡되는 비르투오소 독주 악기로 만드는 선구자였다. 그의 연주는 "첼로의 풍부함, 비올라의 따뜻함, 바이올린의 민첩함으로 노래하는 듯하다"고 묘사되었다. 그는 전 세계 오케스트라와 협연했으며 동시에 영향력 있는 교사였다. 그는 1976년에 국제 베이시스트 협회를 설립했다.

## 삶과 경력
카는 1941년 11월 20일 로스앤젤레스에서 태어났으며 여러 세대에 걸쳐 베이시스트를 배출한 집안 출신이다. 그는 가족에게 음악을 하도록 권장받지 않았으며, 인터뷰에서 가족 중 전문 베이시스트들과 접촉이 없었다고 말했다. 그는 처음에는 할아버지의 친구인 우다 데멘슈타인에게 배웠다. 그는 페어팩스 고등학교를 다녔다.
그는 서던캘리포니아 대학교에서 공부한 후 뉴욕시의 줄리아드 스쿨로 옮겼다. 그의 주요 스승으로는 허먼 라인샤겐과 스튜어트 생키가 있었다.

### 연주
카의 큰 성공은 1962년에 찾아왔는데, 당시 그는 레너드 번스타인이 지휘하는 전국적으로 방영된 뉴욕 필하모닉 청소년 음악회에서 솔리스트로 출연했다. 이 유명한 TV 방송에서 카는 생상스의 동물의 사육제 중 "백조"를 연주했다.
그는 이후 시카고 교향악단, 런던 교향악단, 런던 필하모닉 관현악단, 몬트리올 교향악단, 홍콩 필하모닉 오케스트라, 베네수엘라 시몬 볼리바르 청소년 관현악단, 예루살렘 심포니 오케스트라, 오슬로 필하모니 관현악단, 취리히 챔버 오케스트라, 그리고 호주의 주요 오케스트라를 포함하여 국제적으로 여러 오케스트라와 협연했다.
카는 비토리오 잔니니(시편 CXX), 알렉 와일더(콘트라베이스 소나타, 콘트라베이스와 기타를 위한 모음곡), 로버트 재비어 로드리게스(Ursa, 콘트라베이스와 오케스트라를 위한 사계)가 그를 위해 작곡한 작품들을 초연했으며, 군터 슐러, 한스 베르너 헨체, 존 W. 다우니, 케틸 호스레프의 콘트라베이스 협주곡도 초연했다. 그는 90개의 녹음 중 하나로 쿠세비츠키의 콘트라베이스 협주곡을 오슬로 필하모니 관현악단과 함께 녹음했다. 그는 또한 자신의 악기를 위한 편곡과 각색도 했다.

### 교육
그는 줄리아드 스쿨, 뉴잉글랜드 음악원, 하트 스쿨, 예일 대학교 및 인디애나 대학교에서 콘트라베이스를 가르쳤다. 그는 또한 핼리팩스(노바스코샤) 학교 음악 프로그램과 같은 음악 학교에서도 가르쳤으며, 초보자를 위한 것을 포함하여 여러 콘트라베이스 교육 서적을 출판했다. 가르칠 때 그는 각 연주자가 콘트라베이스에서 독특한 소리를 찾고 가수의 서정적인 강조로 연주하는 데 중점을 두었다.

### 재단
1967년 카는 전 세계 콘트라베이스 연주에 대한 연구, 홍보 및 발전에 전념하는 조직인 국제 베이시스트 협회(ISB)를 설립했다. 40개국 이상에서 3,000명 이상의 콘트라베이스 연주자, 교사, 학생 및 애호가 회원으로 구성된 ISB는 이러한 목표를 더욱 발전시키기 위해 격년으로 국제 컨퍼런스를 개최한다.
2005년, 카는 자신의 주요 악기인 카-쿠세비츠키 콘트라베이스를 ISB에 기증했다. 이 악기는 1961년 쿠세비츠키의 미망인 올가 쿠세비츠키가 카에게 준 것이었다. ISB는 이 귀중한 악기를 전 세계 콘트라베이스 연주자들이 사용할 수 있도록 할 계획이다. 카-쿠세비츠키 콘트라베이스는 한때 아마티 가문이 제작한 것으로 믿어져 아마티 콘트라베이스라고도 불린다.
유망한 젊은 콘트라베이스 연주자들에게 악기를 대여하여 전문성 개발을 돕는 비영리 카 콘트라베이스 재단은 1983년 카에 의해 설립되었다.

### 개인 생활
카는 BBC 다큐멘터리 '위대한 콘트라베이스 경주'(1978년)와 '놀라운 베이스'(1984년) 두 편에 출연했다. 40년간 콘서트 아티스트로 활동한 후, 2001년 빅토리아 (브리티시컬럼비아주)로 은퇴하여 반려견 신주와 친구이자 동반자였던 오르가니스트 하몬 루이스와 함께 살았다. 하몬 루이스는 2023년 1월 11일에 사망했다.
게리 카는 2025년 7월 16일 83세의 나이로 뇌동맥류로 사망했다. 사망 당시 암도 앓고 있었다.